# Туруновский сельсовет
Туруновский сельсовет — сельское поселение в Венгеровском районе Новосибирской области Российской Федерации.
Административный центр — село Туруновка.

## История
Статус и границы сельского поселения установлены Законом Новосибирской области от 2 июня 2004 года № 200-ОЗ «О статусе и границах муниципальных образований Новосибирской области»

## Население
| 2002 | 2010 | 2012 | 2013 | 2014 | 2015 | 2016 |
| ---- | ---- | ---- | ---- | ---- | ---- | ---- |
| 874  | ↘717 | ↘689 | ↘649 | ↘615 | ↘605 | ↘601 |
| 2017 | 2018 | 2019 | 2020 | 2021 |      |      |
| ↘590 | ↘559 | ↘544 | ↘524 | ↘501 |      |      |

## Состав сельского поселения
| № | Населённый пункт | Тип населённого пункта       | Население |
| - | ---------------- | ---------------------------- | --------- |
| 1 | Козловка         | деревня                      | ↘184      |
| 2 | Туруновка        | село, административный центр | ↘410      |
| 3 | Чистое Озеро     | посёлок                      | ↘123      |